# Масару Емото
Масару Емото (на японски: 江本勝) е японски писател, привърженик на псевдонаучни възгледи, активист за използването на алтернативната медицина.
Известен е с твърдение си, че молекулите на водата се влияят от човешките мисли, чувства и думи. Провежда редица опити, в които претендира, че водата реагира, след като „насочва различни мисли, чувства и думи към водата“ преди да бъде замразена, а след това изследва формата на кристалите, които са се формирали. Емото се причислява към Ню ейдж движението.

## Биография
Масару Емото е роден на 22 юли 1943 в Йокохама, Япония. Завършва хуманитарни науки със специализация международни отношения в Йокохамския университет и получава сертификат за доктор по алтернативна медицина от Свободния международен университет в Калкута през октомври 1992 година. Създава АйЕйчЕм Корпорейшън (IHM Corporation) в Токио.

## Работа с водни кристали
Експериментите с водни кристали на Емото се състоят в показване на различни думи, картини, обърнати към вода или пускане на музика на вода в стъкленици. След което водата се замразява и се изследват получилите се кристали, които са заснети през микроскоп. Емото е автор на редица книги, от които най-известна е „Посланията на водата“, издадена в много страни по света. Той е женен за Кацуко Емото, с която имат три деца. Жена му ръководи „Киокуша“ – издателството на неговата компания. Според Емото два милиона копия от книгите му са продадени към 2006 година.

## Критика
Джеймс Ранди публично предлага 1 милион долара на Емото, ако успее да извърши научно-контролирани, двойно анонимни тестове, които да повтарят обявените и широко рекламирани резултати.